# Epístolas Gerais
Chamam-se Epístolas Católicas (ou Epístolas Universais/Gerais) às cartas do Novo Testamento que vão de Tiago a Judas. Com exceção de II e III João, é difícil determinar a quais problemas específicos, se é que existiam, estas cartas pretendiam tratar, nem fica claro se elas foram escritas para destinatários em especial. Por estas razões, são freqüentemente chamadas de "Epístolas Gerais". Em sua forma, e também no conteúdo, se parecem mais a epístolas filosóficas do que a uma correspondência comum.

## Observação
A questão do grau de influência que as cartas de Paulo exerceram na escolha desta forma literária por outros apóstolos está, atualmente, sendo examinada. Isto, pelo menos, é certo: a epístola tornou-se uma forma importante de comunicação escrita cristã, não somente para os autores dos últimos livros do Novo Testamento, mas também para os "Pais da Igreja", tais como Inácio de Antioquia, Policarpo de Esmirna e Clemente de Roma.

## Diferenças
As cartas de Tiago, Pedro, João e Judas, bem como a Epístola aos Hebreus, todas têm diferenças significativas quando comparadas às cartas paulinas. Como regra geral, não seguem as convenções formais das cartas helenistas tão de perto quanto Paulo. Hebreus e I João não têm abertura formal, e também I João e Tiago não têm um exemplo claro das saudações usuais de encerramento.